# Grenoble-Alpes Egyetem
A Grenoble-Alpes Egyetem (Université Grenoble-Alpes, gyakran rövidítve UGA-ként, 2006 előtt: Grenoble-i Egyetem) a franciaországi Grenoble-ban működő egyetem és kutatóintézet, a Grenoble-ban működő öt felsőoktatási intézmény egyike. II. Károly nápolyi király unokája,  II. Humbert alapította 1339-ben, és azóta számos átalakuláson ment keresztül. Jelenlegi formájában 2016 óta működik annak a három egyetemnek az újraegyesítése után, amelyekké 1971-ben az Edgar Faure nevével azonosított 1968-as törvény alapján feldarabolták.
Az UGA tekintélyt szerzett nemcsak a tudomány és a technika, hanem a menedzsment és közgazdaságtan területén is.